# SS501 (album)
SS501 è l'album di debutto sul mercato giapponese del gruppo musicale sudcoreano SS501, pubblicato il 24 ottobre 2007 dalla Pony Canyon. L'album è stato pubblicato in tre versioni: CD e DVD ad edizione limitata, CD ad edizione limitata e CD regolare. Il CD e DVD ad edizione limitata includono materiale dal vivo del gruppo che si esibisce a Yokohama il 5 agosto 2007, mentre il CD ad edizione limitata include un booklet speciale.

## Tracce
1. LIVE!
2. Distance ~ Kimi to no Kyori (君とのキョリ)
3. 4Chance (Watch Game)
4. Honto ni Sukidatta (ホンとに好きだった)
5. NO EXIT DAYS
6. Again
7. Boundless
8. Butterfly
9. Always and Forever
10. Sunset (サンセット)
11. Kokoro